# 黃連木
黃連木（学名：Pistacia chinensis），又名腦心木、爛心木、楷木、黃連茶、孔木、楷树、Otohu（泰雅語）、Kauni'ppu（排灣語），为漆樹科黃連木屬下的一个种。分布于中国大陸、台灣、菲律宾等地，生长于海拔140米至3,350米的地区，一般生于石山林中。
木質堅硬，且適應性強，可在惡劣環境及土質的狀況下生長，可達20m高。由於它的落葉性以及迷人的果實，黃連木被廣泛用做行道樹。

## 物種型態
- 整體特徵：喬木、雌雄異株。
- 葉：半落葉性，紙質，輪生，奇數羽狀複葉。葉20-25cm長，每片葉上6至10片小葉。小葉基部歪斜，披針形或卵狀披針形，長4-6 cm，寬1.2-1.5 cm，先端漸尖，全緣，近無柄。
- 花： 圓錐花序，具軟毛，花序約15-20cm長，生於枝幹末端。花無花瓣；雄花萼3-5裂，雄蕊3-4；雌花萼片3-4，子房1室，花柱3裂，柱頭頭狀。
- 果：球形核果，乾燥後具縱向細條紋，徑約3-4 mm，淡紅色，成熟後會成紫黑色，每顆果實含一顆種子。

## 分布
原生於中國華中、華南各省、菲律賓及臺灣中南東部山麓溪谷。美國南部亦有引進種植。
主要分布於海拔100-3600 m的山區森林，通常生長在石質土壤。

## 生態
- 黃連木為陽性植物，需種植在陽光充裕的環境下。
- 為本屬中最耐寒的物種，可忍受約-25°C的天氣。
- 由於黃連木在秋天會轉為鮮艷的緋紅色，常被栽植為行道樹。在美國亞利桑那州的低海拔沙漠，它是唯一會轉紅的樹種。

## 用途
- 由於黃連木的適應力極強，以及它的落葉性，因此常在園藝上被栽植作都市的行道樹。在美國，黃連木也被用作阿月渾子的替代用行道樹。[2]
- 在中國，黃連木的種子還可榨油，製造燃油、潤滑油或生質柴油。
- 黃連木木材質地細緻，被選為台灣產木材的闊葉一級木，也是裝飾器具如硯箱、鏡台、花盆台及手杖等的用材之一，目前被國立自然科學博物館選作植物園外圍的行道樹。[1][3]
- 黃連木的紅色嫩葉可供食用。黃連木的幼葉初展時，其色紅艷，如黃鸝之頭，可醃食，亦可採其嫩葉製茶，名為黃鸝茶。
- 山東曲阜孔廟之黃連木，相傳為子貢為孔子守墓時所植。
- 藥用：

葉芽：苦、澀、寒；效用：葉芽：清熱解毒，止渴。治暑熱口渴，霍亂，痢疾，咽喉痛。口舌糜爛，濕瘡，漆瘡初起。
樹皮：樹皮：苦、寒。清熱解毒。治痢疾，皮膚搔癢，瘡癢。

## 同種異名
Pistacia chinensis（有效學名）
1. Pistacia formosana （Matsumura）
2. Pistacia philippinensis （Merrill & Rolfe）
3. Rhus argyi （H. Léveillé）
4. Rhus gummifera （H. Léveillé）[1]

## 扩展阅读
[在维基数据编辑]
 《植物名實圖考·黃連木》，出自吳其濬《植物名實圖考》
- 維基物種上的相關：黃連木
- 校園植物-黃連木[永久]

- Ernest Henry Wilson.  vol II. London: Methuen & GO. Ltd. 1913  [2009-11-11]. OCLC 459058573.